# Asterolasia drummondii
Asterolasia drummondii är en vinruteväxtart som beskrevs av Paul G. Wilson. Asterolasia drummondii ingår i släktet Asterolasia och familjen vinruteväxter. Inga underarter finns listade i Catalogue of Life.